# Dynasty Warriors
Dynasty Warriors (кит.: 真・三國無双, укр. Воїни династії) — серія відеоігор жанру hack and slash, яка розробляється японською компанією Omega Force і видається Koei. Заснована на китайському середньовічному «Романі трьох держав» та присвячена боротьбі трьох реальних історичних царств за участю історичних і фольклорних персонажів. Попри історичну основу, серія не відтворює події достовірно, маючи елементи фентезі.
Станом на 2020 рік було продано понад 21 млн копій ігор Dynasty Warriors.

## Ігри серії

### Основна серія
- Dynasty Warriors (1997)
- Dynasty Warriors 2 (2000)
- Dynasty Warriors 3 (2001)
  - Dynasty Warriors 3: Xtreme Legends (2002)
- Dynasty Warriors 4 (2003)
  - Dynasty Warriors 4: Xtreme Legends (2003)
  - Dynasty Warriors 4: Empires (2004)
  - Dynasty Warriors Advance (Game Boy Advance) (2004)
- Dynasty Warriors 5 (2005)
  - Dynasty Warriors 5: Xtreme Legends (2005)
  - Dynasty Warriors 5: Empires (2006)
- Dynasty Warriors 6 (2006)
  - Dynasty Warriors 6: Special (2008)
  - Dynasty Warriors 6: Empires (2006)
- Dynasty Warriors 7 (2011)
  - Dynasty Warriors 7: Special (2011)
  - Dynasty Warriors 7: Xtreme Legends (2011)
  - Dynasty Warriors 7: Empires (2012)
- Dynasty Warriors 8 (2013)
  - Dynasty Warriors 8: Xtreme Legends
- Dynasty Warriors 9 (2018)
  - Dynasty Warriors 9: Empires (2021)

### Спін-офи
- Dynasty Warriors (PSP) (2004)
  - Dynasty Warriors Vol. 2 (2006)
- Dynasty Warriors Online (BB) (2006)
- Dynasty Warriors Mahjong (2006)
- Dynasty Warriors DS: Fighter's Battle (2007)
- Dynasty Warriors: Strikeforce (2009)
- Shin Sangoku Musou Multi Raid 2 (2010)
- Dynasty Warriors Next (2011)
- Shin Sangoku Musou VS (2012)

## Ігровий процес
Ігри серії Dynasty Warriors зазвичай пропонують режими історії за обране царство, «вільний» режим, де гравець може обирати які місії та яким персонажем проходити, «амбіційний» режим, в якому слід в боях збирати ресурси для досягнення поставленої цілі (наприклад, збудувати палац), і режим «випробування» з різними правилами. Також ігри містять енциклопедію, яка розповідає про історію Трьох держав, персонажів і термінологію ігор.
Зазвичай ціль бою полягає в тому, щоб вбити ворожого командира і не допустити загибелі свого. В бою можна, окрім пересування і атакування/оборони, здійснювати посилені та унікальні атаки, прикликати коня для верхової їзди, керувати камерою огляду. Обрана зброя безпосередньо впливає на техніку бою і в міру використання вміння володіння нею підвищується. Персонаж гравця може наймати охоронців, які допомагатимуть оборонятися і прикриватимуть його з тилу.
Персонажі володіють трьома основними характеристиками: здоров'я, сила і захист. На полях бою можливо відшукати предмети, які, будучи екіпірованими перед боєм, дають різноманітні бонуси. З-поміж них в деяких іграх існують сфери, які дозволяють атакувати відповідними стихіями.
Противники представлені простими воїнами і воєначальниками. Прості воїни становлять загрозу у великих кількостях, воєначальними відрізняються більшою стійкістю і силою. В низці ігор серії персонажі володіють бойовим духом, який впливає на союзників і ворогів. Піднімається він виконанням певних «добрих» дій, «поганими» відповідно знижується.
До ігор основної серії зазвичай виходять доповнення Xtreme Legends та Empires. Xtreme Legends додають нових персонажів, рівні, зброю, ігрові режими. Вони вимагають наявності оригінальної гри. Empires є самостійними доповненнями, що дозволяють сприяти розбудові царства та більшою мірою контролювати перебіг боїв за допомогою так званих стратегем. Управління царством передбачає прийняття політичних рішень, стратегічне планування, пошуки військових сил і ресурсів, отримання більшої влади. Стратегеми надають масштабні ефекти, наприклад, лікують війська або атакують ворожі укріплення вогнем. 